# 第14軍団 (ロシア陸軍)
第14軍団（ロシア語: 14-й армейский корпус）は、ロシア陸軍の軍団。レニングラード軍管区に所属している。

## 概要
本部はムルマンスク州ムルマンスクに置かれる。2017年4月に北方艦隊作戦・戦略司令部（OSK）の一部として編成され、その後北方艦隊軍管区におけるロシア海軍沿岸部隊に含まれていた。
2017年4月に結成された軍団で、北極圏における作戦の遂行を目的としている。軍団は2つの北極自動車化狙撃旅団からなり、隊員はスキー戦、トナカイや犬ぞりの使用、イグルーの建設について訓練を受けており、北方軍管区の沿岸部隊に属して展開する。2020年に行われた第6回インターナショナル・アーミー・ゲームズでは20種目に参加し、同時期に大隊や師団の戦術レベルで実戦演習を伴った冬季訓練を12回行っている。
2022年12月21日、国防省の会合でセルゲイ・ショイグは、北方艦隊の自動車化狙撃旅団を師団に改編すると発言した。
2023年7月4日、『イズベスチヤ』紙は、第14軍団は再編成し、新しく狙撃旅団や師団・連隊を取り入れることが判明したと報じた。さらに、第200独立親衛自動車化狙撃旅団と第80独立自動車化狙撃旅団が統合され、再編成後は新しい狙撃師団が設立される予定であるとも報じている。しかし、ロシア軍指導部が新組織に必要な人員や装備をどこで調達できるのかは不明である。
2023年11月下旬、ウラジーミル・ザバドスキー副司令官が地雷を踏んで戦死したとヴォロネジ州知事が報告した。軍関係者は死亡状況を見て自軍の埋設した地雷を踏んで死亡した可能性があると報告した
2024年に北方艦隊が独立した軍管区ではなくなった際にレニングラード軍管区に所属した。また2024年現在では海軍の各艦隊は軍管区ではなく海軍総司令官の指揮下にある。

## 編制

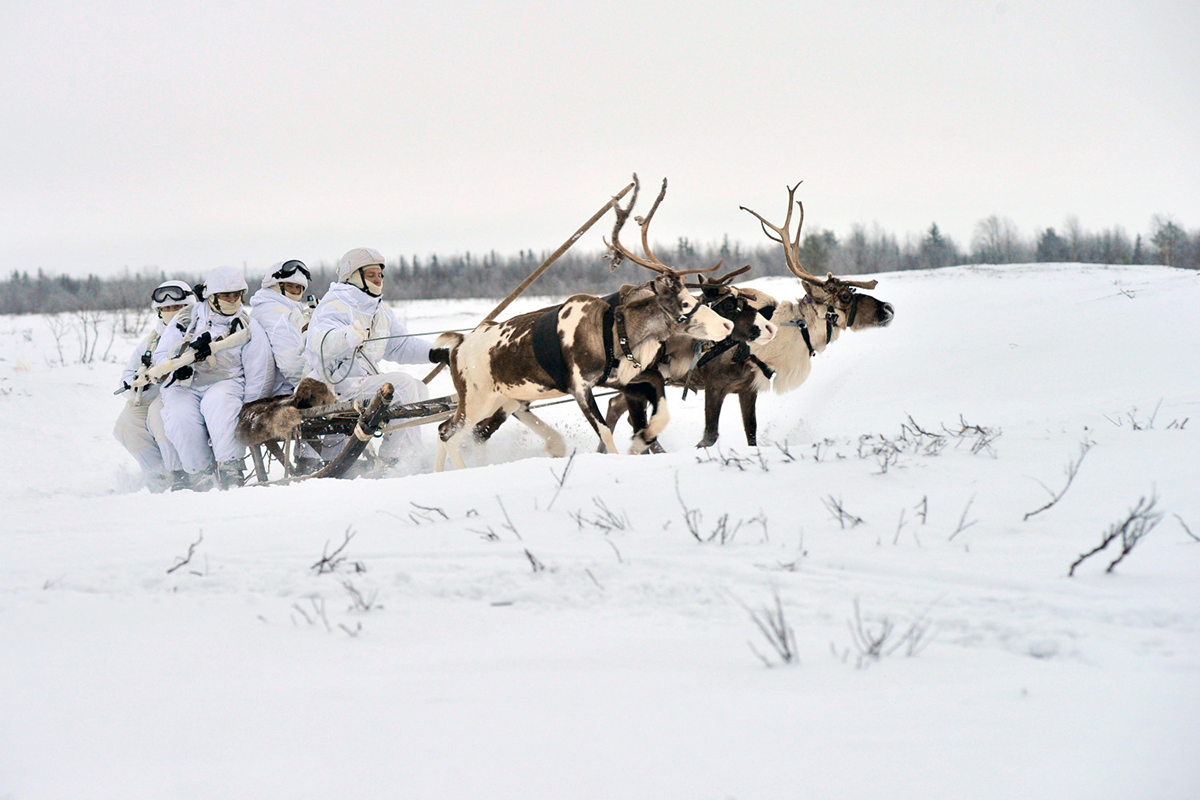
演習中の第80独立自動車化狙撃旅団（2017年1月23日）

- 軍団司令部（セヴェロモルスク、ムルマンスク）[1]
- 第80独立自動車化狙撃旅団 (アラクルティ（ロシア語版）)
- 第200独立親衛自動車化狙撃旅団 (ペチェンガ（ロシア語版）)[3]
- 第104砲兵旅団[11]

## 司令官
- ドミトリー・クエラエフ中将 (2017年 - 2022年）
- ボリス・フォミチェフ少将 (2022年 - )[12]